# Goyo González
Gregorio González Sánchez (Madrid, 15 de septiembre de 1962) es un periodista y presentador de radio y televisión y showman español. 

## Trayectoria profesional

### Música
En los primeros ańos ochenta, cuando aún era estudiante, forma un grupo de pop-rock en plena Movida madrileña, como el cantante y compositor de Materia Prima. La banda llegó a grabar un EP de cuatro canciones (Se han atascado las puertas del metro, He cometido un error, Betty Ye-Ye y Gris) para La Rana Records, un subsello de Discos Lollipop, en 1983.

### Radio
Licenciado en Ciencias de la Información, sus primeros contactos con el periodismo fueron en la radio. En ese medio, su trayectoria ha estado estrechamente vinculada a la Cadena SER, donde ingresó en 1983, en Radio Cádiz y Radio Algeciras.
En 1989 se trasladó a Madrid y presentó numerosos programas: Al fresco (1989), Sigue la fiesta (1990), el espacio La verbena de la Moncloa dentro del programa Sesión de tarde (1990-1993), La ventana (agosto de 1994-1996), Hoy por hoy (verano boreal de 1998), Carrusel de verano (verano boreal de 2000), Hoy por hoy Madrid (1996-2006), Carrusel de verano (junio-agosto de 2007-2008) y El club de las siete (Radio Madrid).
A finales de noviembre de 2008, la Cadena SER no le renovó contrato por cuestiones organizativas, junto a siete mujeres, entre ellas, Ana de Toro, ex productora de Carrusel deportivo y Carrusel de verano.
El 5 de septiembre de 2011, Goyo González volvió a la radio con Protagonistas Madrid, en Punto Radio Madrid, hasta que acaba en el marzo de 2013 
En la temporada 2014-2015, trabajó en La Mañana de COPE con Ángel Expósito.
Desde la temporada 2015-2016 es uno de los subdirectores en el programa Herrera en COPE con Carlos Herrera. 

### Televisión
Debutó en el programa de TVE A mi manera (1989-1990) que presentaron Jesús Hermida y María Teresa Campos. Tras su paso por el magazine De 6 a 7, junto a Concha Galán, continúa con el equipo de María Teresa Campos y se integra en el espacio Pasa la vida (1991), en las mañanas de TVE. En 1993 de nuevo con Concha Galán conduce el magazine El show de la una.
Dejó TVE en 1993 al fichar por Antena 3 para acompañar a Concha Velasco en su programa, Encantada de la vida (1993-1994). Un año después, comienza a trabajar en Telecinco sustituyendo a Andoni Ferreño al frente del concurso La ruleta de la fortuna (1995-1996),como relevo de Andoni Ferreño que compagina en la misma cadena, con Uno para todas (1995-1996),   y La tarde se mueve (1997) en Telemadrid. 
En 1998 regresó a Antena 3 para conducir De tres en tres y el programa de cámara oculta Im presionante, con Ivonne Reyes. Debutó como actor con un pequeño papel como Perico en la serie de la cadena, La casa de los líos. Repetiría en el largometraje Secretos del corazón (1997) de Montxo Armendáriz y en la serie Diez en Ibiza (2004) de La 1.
También presentó Gran parchís TV (2000) para la FORTA; Punto G (2002) y el magazine Palabras mayores (2003) en Localia Televisión; el espacio gastronómico El gusto es mío (2006-2008) en la Televisión del Principado de Asturias (TPA) y el concurso Cifras y letras en Canal Sur 2 y Telemadrid (desde 2007) junto a los expertos en letras Antonio Elegido y en cifras Paz de Alarcón.
En 2010 presentó Las cosas Decasa, un magazine diario producido para el canal temático Decasa, dedicado a la decoración, el bienestar personal y a las tareas del hogar, y el programa Cifras y letras en Telemadrid y Canal Sur.
El 30 de octubre de 2013 interpretó el papel de Mr. Phillips en la recreación de La guerra de los mundos que se hizo con grandes nombres de la radio española en el teatro Mira de Pozuelo (Madrid). 
En 2015 fichó por Telemadrid para presentar entre junio de 2015 y septiembre de 2017, Aquí en Madrid. En 2017-2018 puso voz al programa Pongamos que hablo de Telemadrid sobre la historia de dicha cadena autonómica. En 2019-20 presenta el programa Huellas de elefante en esa canal.
Presentó en Telemadrid la nueva etapa del concurso Atrápame si puedes del 14 de junio de 2021 a principios de marzo de 2022. 

## Pintura
Antes que periodista, su pasión era la pintura, que desde que de joven fue al taller de Manuel Huertas, pintor Hiperrealismo, ha seguido practicando. En diciembre de 2024 realizó la exposición Solo, en el Centro Comercial Moraleja Green, Alcobendas, Madrid.  